# Kevin Vorvik
Kevin Vorvik (rođen 9. februara 1954) engleski je inženjer i Zamenik prorektora (istraživanje) na Univerzitetu Koventri. Poznat je po svojim studijama o direktnim interfejsima između računarskih sistema i ljudskog nervnog sistema, a takođe se bavio istraživanjima u polju robotike.

## Publikacije
Vorvik je napisao nekoliko knjiga, članaka i radova. Izbor njegovih knjiga:
- Kevin Warwick (2001). QI: The Quest for Intelligence. Piatkus Books. ISBN 978-0-7499-2230-6.
- Kevin Warwick (2004). I, Cyborg. University of Illinois Press. ISBN 978-0-252-07215-4.
- Kevin Warwick (2004). March of the Machines: The Breakthrough in Artificial Intelligence. University of Illinois Press. ISBN 978-0-252-07223-9.
- Kevin Warwick (30. 8. 2011). Artificial Intelligence: The Basics. Taylor & Francis. ISBN 978-0-415-56483-0. Приступљено 23. 4. 2011.
- Kevin Warwick and Huma Shah (2016). Turing's Imitation Game. Cambridge University Press. ISBN 978-1-107-05638-1.

## Spoljašnje veze
- "When man meets metal: rise of the transhumans" Архивирано 9 мај 2021 на сајту  – article in The Guardian (29 October 2017) featuring Professor Kevin Warwick
- "Cyborgs: A Personal Story" Архивирано 17 фебруар 2021 на сајту  – Kevin Warwick TEDx talk at Coventry University (2016)
- "Cyborgs: Ghosts of Christmas Future" Архивирано 11 јун 2021 на сајту  – Kevin Warwick lecture (5 December 2013) on IET website
- "I, Cyborg: An interview with Prof Kevin Warwick" Архивирано 11 јун 2021 на сајту  (14 August 2013) on BCS website
- BBC Radio 4 interview Архивирано 12 јун 2021 на сајту  with Michael Buerk (14 Jun 2011)
- Kevin Warwick article Архивирано 24 мај 2021 на сајту  in Scientific American magazine (10 March 2008)
- Kevin Warwick interview on IT Wales website (13 December 2006)
- "Interview with the Cyborg" Архивирано 24 мај 2021 на сајту  in The Future Fire magazine (2005)
- Kevin Vorvik na sajtu  (jezik: engleski)